# Sreenagar
Sreenagar är ett underdistrikt i Bangladesh. Det ligger i den centrala delen av landet, 23 km sydväst om huvudstaden Dhaka.
Trakten runt Sreenagar består till största delen av jordbruksmark. Runt Sreenagar är det mycket tätbefolkat, med 1 692 invånare per kvadratkilometer.